# ТВ-11 «Пліснисько»
11-й (Золочівський) Тактичний відтинок «Пліснисько» належав до Військової округи-2 «Буг», групи УПА-Захід.
Командири: поручник «Шугай» (Котельницький Григорій (осінь 1944 — 09.1945), хорунжий «Чайчук» (Грицина Михайло (09.1945 — †19.12.1945), «Іванко» (Котула Іван, 1946)
- Відділ ?? «Витязі» – сотенний «Іванко» (Котула Іван, 1944), сотенний «Оверко» (Федорків Володимир, 09.1944 - 09.1945), сотенний «Павленко»
- Відд. ?? «Дружинники» – сотенний «Тигр» (Гуда Роман, 03.-06.1944), сотенний «Свобода» (07.1944 - 07.11.1945), сотенний «Козак» (Степан Шаповалик - †12.02.1946 або Ярослав Мороз - демобілізація 09.1946)
- Відд. ?? «Непоборні» – сотенний «Малиновий» (Кравчук Мар'ян, 03.1944 - 07.1945)
- Відд. ?? «Русичі» – сотенний «Павленко» (Микола Колосовський або Козловський), сот. «Оверко» (Федорків Володимир, 09.1945 - 1946)